# Stacey Liapis
Stacey Liapis (* 19. August 1974 in Bemidji, Minnesota) ist eine US-amerikanische Curlerin. 
Liapis nahm 1990, 1992, 1993, 1994 und 1996 an insgesamt fünf Curling-Juniorenweltmeisterschaften teil. In den Jahren 1992 und 1994 gewann sie die Silbermedaille und 1993 die Bronzemedaille.
Bei der Curling-Weltmeisterschaft spielte Liapis 1998 und 2001 als Second des amerikanischen Teams, konnte aber keine Medaille gewinnen. Die beste Platzierung war der sechste Platz 2001.
Als Ersatzspielerin 1998 und Second 2002 nahm Liapis an den Olympischen Winterspielen 1998 in Nagano und den Olympischen Winterspielen 2002 in Salt Lake City teil. Die Mannschaft belegte 1998 den fünften Platz und 2002 den vierten Platz.